# أرش رحماني بور
أرش رحماني بور، (مواليد 1990 - 28 يناير 2010) كان أحد اثنين أعدمهما النظام الإيراني في أوائل عام 2010 بعد إدانتهما بتهمة «محاربة الله» ومحاولة الإطاحة بالنظام الإسلامي. وزعمت بعض المنابر الإعلامية التي تسيطر عليها الدولة أن أحد أسباب إعدام رحماني بور هي في الأساس مشاركته في الاحتجاجات على الانتخابات الرئاسية، في محاولة لربطه بـالتحرك الأخضر الإيراني، وهو ما أسماه بعض المحللين بـ«محاولة لإرهاب حركة احتجاجات واسعة الانتشار تتحدى المؤسسة المتشددة للدولة»، وذلك بالرغم من حقيقة اعتقال رحماني بور قبل الانتخابات الرئاسية في 2009 ببضع شهور وكان ما زال في السجن خلال الاحتجاجات التي تلت الانتخابات.

## الحكم بالإعدام
نفذ حكم الإعدام في يوم الخميس الموافق 28 يناير 2010 قبل الفجر مباشرةً. وكان السجين الآخر الذي أعدم محمد ريزا علي زماني.

## الاتهامات
ادعى النظام أن الاثنين كانا عضوين في إحدى المنظمات السياسية «منظمة مملكة إيران» وأعلنت هذه العضوية سببًا في الحكم بالإعدام. وأكدت منظمة مملكة إيران تعاونها مع علي الزماني، (ولكن ليس رحماني بور) و«نفت الادعاءات» وأصرت أنه أجبر على الاعتراف. وصرّحت المنظمة بأنه لم يكن له أي دور في الاحتجاجات التي خرجت اعتراضًا على نتيجة الانتخابات الرئاسية وأنه لم يقم سوى بنقل الأخبار إلى محطتها الإذاعية.
أعلن نظام الحكم الإسلامي عن الحكم بالإعدام على تسعة آخرين واتهمهم بأنهم محاربة أو «أعداء الله». وجاءت هذه التصريحات بالتزامن مع تحذير بإقامة المزيد من المحاكمات العامة لمؤيدي المعارضة. وكتبت صحيفة لوس أنجلوس على صفحاتها بأن ما حدث «محاولة لإرهاب حركة احتجاجات واسعة الانتشار تتحدى المؤسسة المتشددة للدولة».
وذكرت صحيفة واشنطن بوست أن الشابين اعتقلا قبل الانتخابات الرئاسية في إيران عام 2009 والاحتجاجات التي خرجت اعتراضًا على مدى شريعة الانتخابات، ولكن تمت محاكمتهم في «نفس المحاكمة الإعلامية» باعتبارهما من المحتجين على الانتخابات «في محاولة لإظهار أن المعارضة السياسية متحالفة مع الجماعات المسلحة العنيفة لتنفيذ مؤامرة تدعمها جهات أجنبية للإطاحة بنظام الحكم الإسلامي».
وحسبما ذكر المسؤولون في النظام فإنه «تم إعدام هذين الشابين لعلاقتهما بالاحتجاجات الإيرانية التي خرجت بعد انتخابات يونيو» ولكن محامية رحماني بور نسرين سوتوده أنكرت ادعاء وجود علاقة لموكلها بالاحتجاجات الإيرانية الحالية. ولاحظت نسرين في التحقيقات أن رحماني بور أعتقل قبل شهور من انتخابات 2009 وسجنت هي نفسها بعدها لإدلائها بهذه التصريحات.
وفقًا لصحيفة لوس أنجلوس تايمز، فقد «صعّدت الحكومة الضغط القانوني على حركة المعارضة مع احتمال حدوث جولة جديدة من المواجهات في 11 فبراير احتفالاً بذكرى مرور 31 عامًا على تأسيس الجمهورية الإسلامية.»

## رد فعل العائلة
استنكر والد رحماني بور إعدام ابنه ظلمًا وذكر أنه لم يعلم بخبر إعدام ابنه إلا من الأخبار في التليفزيون. وقال إن ابنه شهيد وذكر تقرير أذيع على قناة الجزيرة الدولية باللغة الإنجليزية أعدته المراسلة دورسا جابري أنه رفض "تلقي العزاء في موت ابنه، وتلقى التهاني فقط، لأن ابنه مات شهيدًا دفاعًا عن قضية الديمقراطية الإيرانية.